# Sinéad O'Connor
Sinéad O'Connor (spreek uit als [ʃɪˈneɪd_oʊˈkɒnər] (sjinneed o-konner); Dublin, 8 december 1966 – Londen, 26 juli 2023) was een Ierse singer-songwriter en politiek activiste. In 2017 ging ze zich Magda Davitt noemen en vanaf 25 oktober 2018 droeg ze de naam Shuhada' Davitt vanwege haar bekering tot de islam, om vervolgens over te gaan tot de naam Shuhada' Sadaqat. In 2023 opende ze een Twitter-account met de naam Sinead Marie-Bernarde Aoibheann O’Connor. Haar artiestennaam bleef altijd Sinéad O'Connor.

## Biografie
O'Connor groeide als middelste van vijf kinderen op in Glenageary, een voorstadje van Dublin. Ze was acht toen haar ouders na een moeizaam huwelijk gingen scheiden en het gezin daarbij in tweeën werd gesplitst. O'Connor bleef in eerste instantie bij haar moeder wonen, maar na vier jaar trok ze bij haar hertrouwde vader in.
Op haar vijftiende werd O'Connor op een tuchtschool geplaatst waar ze haar muzikale kwaliteiten ontwikkelde. Ze nam vervolgens een demo (Take My Hand) op met de formatie In Tua Nua. Een jaar later ging O'Connor naar een kostschool in Waterford waar de regels een stuk soepeler waren; met hulp van de leraar Iers nam ze er een demo op van twee covers en twee eigen songs die later op haar debuutalbum kwamen te staan.

### Ton Ton Macoute
Via een advertentie die ze in het muziekblad Hot Press had geplaatst maakte O'Connor in 1984 kennis met Columb Farrelly. Samen richtten ze de band Ton Ton Macoute op en verhuisden ze naar Dublin. O'Connor stopte met school om zich op haar zangcarrière te richten. Ton Ton Macoute leunde op thema's als hekserij, mystiek en wereldmuziek; de naam was ontleend aan Haïtiaanse mythen: een eeuwenoud monster dat 's nachts door Haïti loopt om daar lieve kinderen te belonen en stoute kinderen mee te nemen. De naam was ook bekend door de  gewelddadige paramilitaire organisatie Tonton Macoutes die in dienst stond van de president/dictator François Duvalier in Haïti. Connor werd als het middelpunt van de band gezien, maar ze stapte na enige tijd op.
O'Connor verhuisde naar Londen en tekende op grond van haar met Ton Ton Macoute opgebouwde credits een contract bij Ensign Records. Fachtna O'Ceallaigh, voorheen werkzaam bij Mother Records, het platenlabel van U2, werd haar manager. O'Connor nam "Heroine" op voor de soundtrack van de film Captive, ze schreef dit nummer met U2-gitarist The Edge.

### The Lion and the Cobra
De opnamen van haar debuutalbum, waarvoor Mick Glossop werd ingeschakeld als producent, verliepen moeizaam door onenigheid over hoe het moest klinken. Dankzij de overtuigingskracht van O'Ceallaigh mocht O'Connor zelf haar album produceren.
Eind 1987 verscheen The Lion and the Cobra; dit album werd lovend ontvangen en leverde de singles "Troy", "Mandinka" en "I Want Your (Hands on Me)" (met rapster MC Lyte in de remixversie) op. O'Connor heeft Bob Dylan, David Bowie, Bob Marley, Siouxsie and the Banshees, en The Pretenders, als invloeden aan het begin.
In 1989 nam ze een duet op met The The-frontman Matt Johnson ("Kingdom of rain") voor het album Mind bomb.

### I Do Not Want What I Haven't Got
O'Connor, nu met gemillimeterd haar, begon aan haar tweede album te werken met onder anderen de oud-Adam and the Ants-muzikanten Marco Pirroni en Kevin Mooney. I Do Not Want What I Haven't Got verscheen begin 1990 en de single "Nothing Compares 2 U" (geschreven door Prince) betekende de doorbraak, mede dankzij de videoclip (met de traan). Met dit lied won ze een Billboard Music Award voor beste single ter wereld van het jaar 1990.
Ze won een Grammy Award, maar kwam deze niet ophalen. Wel kocht ze een tweede huis in Los Angeles en had ze een kortstondige relatie met Red Hot Chili Peppers-frontman Anthony Kiedis (die daar later verslag van deed in het nummer "I could have lied").
Ondertussen werd er een tweede single uitgebracht, het als een spijtbetuiging klinkende "Emperor's new clothes", dit nummer werd geremixt door Hank Shocklee van Public Enemy.
In de zomer van 1990 verleende O'Connor haar medewerking aan de opvoering van The Wall van Roger Waters in Berlijn na de val van de Berlijnse Muur. Voor Red hot & blue, het aids-bewustzijnsalbum vol covers van Cole Porter, nam ze "You do something to me" op. Eind 1991 werd haar versie van Elton Johns "Sacrifice" uitgebracht op Two rooms (Celebrating the songs of Elton John & Bernie Taupin).

### Am I Not Your Girl?
Speciaal voor haar zus en haar zesjarige zoon Jake keerde O'Connor in 1992 terug naar Dublin. Ze bracht een album uit (Am I Not Your Girl?) in het verlengde van "You do something to me" waarop ze nummers uit haar jeugd coverde. "Success has made a failure of our home" was de eerste single en het feitelijke titelnummer, maar ook aan haar eigen succes leek een eind gekomen.
O'Connor verscheen op 3 oktober 1992 in het Amerikaanse televisieprogramma Saturday Night Live, na dit eerder te hebben geweigerd vanwege vrouwonvriendelijke uitspraken van Andrew Dice Clay. Ze citeerde Bob Marleys War, alvorens een foto van paus Johannes Paulus II ("vecht tegen de echte vijand") te verscheuren. Met het kapot scheuren protesteerde ze tegen het jarenlang verzwijgen door de Rooms-Katholieke Kerk van seksueel misbruik van minderjarigen door rooms-katholieke priesters. De Amerikanen namen het haar niet in dank af. Twee weken later, tijdens The 30th Anniversary Concert Celebration ter gelegenheid van Bob Dylans 30-jarig jubileum in Madison Square Garden, werd ze door het publiek zowel uitgefloten als toegejuicht. Ze zou, zoals alle gasten, een nummer van Bob Dylan zingen (I Believe in You), maar het luidruchtige publiek gaf haar geen kans. Na twee pogingen begon ze uit protest Bob Marleys War te zingen, dat ze ook bij Saturday Night Live gezongen had. Dylan, zelf protestzanger geweest, hield zich afzijdig, maar ze kreeg wel steun van Kris Kristofferson. 

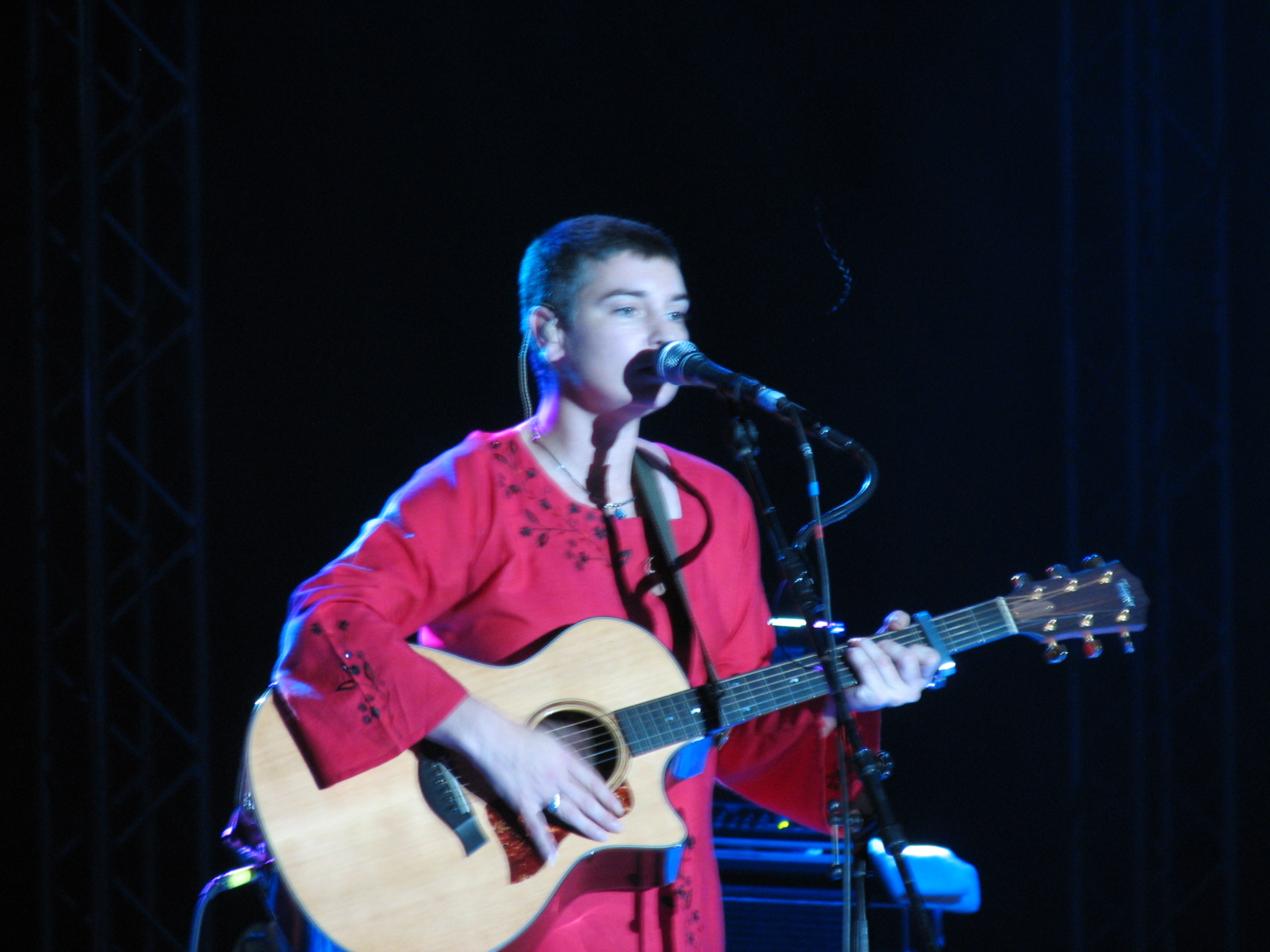
Sinéad O'Connor tijdens een optreden in 2007

### Teruglopend succes
O'Connor trok zich na dit incident terug en bij wijze van therapie ging ze belcanto studeren. Ze nam wel deel aan de mondiale Secret World-tournee van Peter Gabriel, maar ze liet hem onverwacht in de steek, zodat Paula Cole halsoverkop naar Mannheim moest vliegen om haar rol bij de tournee over te nemen. In 1993 nam ze een nummer op voor de soundtrack van de film In the Name of the Father, het door Bono medegeschreven "You made me the thief of your heart". Dit was een voorproefje van het in 1994 uitgebrachte Universal Mother.
In oktober van dat jaar kwam een langharige O'Connor naar Nederland voor onder andere de Platentiendaagse. Haar deelname aan de Lollapalooza-tournee van 1995 moest ze door zwangerschap afbreken; ze werd vervangen door de Britpopformatie Elastica.
Eind jaren 90 werd ze door Michael Cox, een Ierse bisschop binnen de Orthodox Catholic and Apostolic Church (een katholiek kerkgenootschap dat losstaat van de Rooms-Katholieke Kerk) tot priester gewijd. Omdat de wijding van vrouwen in strijd is met de leer van de Rooms-Katholieke Kerk, waarvan O'Connor lid was, werd ze om die reden door de Rooms-Katholieke Kerk geëxcommuniceerd. Cox wijdde haar tot priester, omdat O'Connor ooit in een interview had gezegd dat ze het liefst priester was geworden als ze niet was gaan zingen. Als priester noemde ze zich Mother Bernadette Marie O'Connor.
Op 24 april 2003 kondigde ze aan de muziekindustrie per juli dat jaar te verlaten. Ze zei er de voorkeur aan te geven in het vervolg een "normaal" leven te willen leiden en niet meer op straat herkend en aangesproken te willen worden.

### Throw Down Your Arms
Op 3 oktober 2005 verscheen Throw Down Your Arms, een dubbel-cd met klassieke reggae-nummers, waarbij de eerste cd de composities bevat zoals ze door de oorspronkelijke artiesten zijn geschreven, en de tweede cd "dub"-versies bevat met de persoonlijke interpretatie van O'Connor.
Het album sluit af met het nummer "War" van Bob Marley, gebaseerd op de toespraak die Haile Selassie op 4 oktober 1963 voor de Verenigde Naties hield. De cd werd exact 42 jaar na dato uitgebracht. Tevens valt de datum van verschijning samen met Rosj Hasjana in 2005, het traditionele begin van het nieuwe Joodse jaar.

De tweede cd - met de meer persoonlijke versies - wordt ingeleid met Micha 4:1-5 over "Het koningschap van de Heer", waarbij O'Connor de laatste zin heeft veranderd in "All the peoples walk each in the name of their Gods" ("Laat alle volken hun eigen goden volgen").
In 2007 liet O'Connor in een aflevering van de The Oprah Winfrey Show weten dat ze vier jaar eerder de diagnose bipolaire stoornis had gekregen en zelfmoordneigingen had gehad.
In 2008 trad O'Connor op tijdens de jaarlijkse Night of the Proms. Voor het eerst sinds 1990 zong ze haar lied "Troy".
In 2010 zong ze een duet met Mary J. Blige.

### How About I Be Me (And You Be You)?
In februari 2012 bracht O'Connor het album How About I Be Me (And You Be You)? uit. Ivo Niehe zocht haar op voor een interview in TV Show op Reis. Een uitgebreide tournee stond op stapel, maar moest al in april worden afgebroken. Een half jaar later begon O'Connor weer met optreden.
In 2014 verscheen I'm Not Bossy, I'm The Boss en werd het management overgenomen door de Nederlandse artiestenmanager Björn de Water en Simon Napier-Bell.
Op 3 augustus 2017 plaatste ze vanuit een motelkamer in New Jersey op Facebook een video van haarzelf, waarin ze huilde en vertelde dat haar familie en vrienden haar verlaten hadden en dat ze al twee jaar zelfmoordneigingen had.

### Privéleven en overlijden
O'Connor trouwde viermaal en kreeg vier kinderen bij evenveel mannen. Ze had daarnaast relaties met onder anderen Anthony Kiedis en Peter Gabriel. Al haar huwelijken eindigden in echtscheiding. Haar zoon Shane, uit een relatie met Dónal Lunny, overleed begin 2022 op 17-jarige leeftijd door zelfdoding.
Sinéad O'Connor werd op 26 juli 2023 dood aangetroffen in een appartement in de wijk Herne Hill, Lambeth in Londen, waar ze sinds enkele weken woonde. Twee dagen later liet de Londense lijkschouwer weten dat de dag van haar overlijden nog onbekend was. Haar lichaam werd op 8 augustus begraven op Deansgrange Cemetery in Dublin. Ze stierf aan een verergering van COPD, in combinatie met bronchiale astma en een lichte infectie in de onderste luchtwegen.

## Discografie

### Albums
Studioalbums
- The Lion and the Cobra (1987)
- I Do Not Want What I Haven't Got (1990)
- Am I Not Your Girl? (1992)
- Universal Mother (1994)
- Faith and Courage (2000)
- Sean-Nós Nua (2002)
- Throw Down Your Arms (2005)
- Theology (2007)
- How About I Be Me (and You Be You)? (2012)
- I'm Not Bossy, I'm the Boss (2014)

Verzamelalbums
- So Far... The Best Of (1997)
- Sinéad O'Connor (Best Of) (2000)
- She Who Dwells in the Secret Place of the Most High Shall Abide Under the Shadow of the Almighty (2003)
- Collaborations (2005)
- Essential (2005)

Live-albums
- Live at the Sugar Club (2008)

### Ep's
- Gospel Oak (1997)
- Live in Rotterdam '90 (2021)

### Nederlandse Album Top 100
| Album met eventuele hitnotering(en) in de Nederlandse Album Top 100 | Datum van verschijnen | Datum van binnenkomst | Hoogste positie | Aantal weken | Opmerkingen   |
| ------------------------------------------------------------------- | --------------------- | --------------------- | --------------- | ------------ | ------------- |
| The Lion and the Cobra                                              | 04-11-1987            | 05-12-1987            | 4               | 43           |               |
| I Do Not Want What I Haven't Got                                    | 20-03-1990            | 24-03-1990            | 1(6wk)          | 45           |               |
| Am I Not Your Girl?                                                 | 22-09-1992            | 26-09-1992            | 15              | 25           |               |
| Universal Mother                                                    | 13-09-1994            | 24-09-1994            | 8               | 9            |               |
| So Far... The Best of Sinéad O'Connor                               | 07-11-1997            | 29-11-1997            | 42              | 5            | Verzamelalbum |
| Faith and Courage                                                   | 13-06-2000            | 24-06-2000            | 46              | 5            |               |
| Sean-nós nua                                                        | 08-10-2002            | 26-10-2002            | 93              | 1            |               |
| How About I Be Me (And You Be You)?                                 | 20-02-2012            | 10-03-2012            | 29              | 6            |               |
| I'm Not Bossy, I'm the Boss                                         | 08-08-2014            | 16-08-2014            | 18              | 4            |               |

### Vlaamse Ultratop 50 Albums
| Album met hitnotering(en) in de Vlaamse Ultratop 200 albums                                      | Datum van verschijnen | Datum van binnenkomst | Hoogste positie | Aantal weken | Opmerkingen   |
| ------------------------------------------------------------------------------------------------ | --------------------- | --------------------- | --------------- | ------------ | ------------- |
| The Lion and the Cobra                                                                           | 06-11-1987            | 05-08-2023            | 21              | 1*           |               |
| So Far... The Best of Sinéad O'Connor                                                            | 07-11-1997            | 15-11-1997            | 20              | 18           | Verzamelalbum |
| Faith and Courage                                                                                | 09-06-2000            | 24-06-2000            | 20              | 6            |               |
| Sean-nós nua                                                                                     | 08-10-2002            | 19-10-2002            | 34              | 3            |               |
| She Who Dwells in the Secret Place of the Most High Shall Abide under the Shadow of the Almighty | 22-09-2003            | 11-10-2003            | 46              | 1            | Verzamelalbum |
| Collaborations                                                                                   | 20-05-2005            | 11-06-2005            | 48              | 6            | Verzamelalbum |
| Throw Down Your Arms                                                                             | 04-10-2005            | 22-10-2005            | 67              | 4            |               |
| Theology                                                                                         | 18-06-2007            | 07-07-2007            | 58              | 8            |               |
| How About I Be Me (And You Be You)?                                                              | 13-02-2012            | 17-03-2012            | 54              | 6            |               |
| I'm Not Bossy, I'm the Boss                                                                      | 08-08-2014            | 16-08-2014            | 20              | 11           |               |

### Nederlandse Single Top 40
| Single met eventuele hitnotering(en) in de Nederlandse Top 40 | Datum van verschijnen | Datum van binnenkomst | Hoogste positie | Aantal weken | Opmerkingen                                                        |
| ------------------------------------------------------------- | --------------------- | --------------------- | --------------- | ------------ | ------------------------------------------------------------------ |
| Troy                                                          | 1987                  | 19-12-1987            | 5               | 9            | Nr. 8 in de Single Top 100                                         |
| Mandinka                                                      | 1988                  | 05-03-1988            | 30              | 4            | Nr. 24 in de Single Top 100                                        |
| Nothing Compares 2 U                                          | 1990                  | 03-02-1990            | 1(8wk)          | 16           | Nr. 1 in de Single Top 100 / Alarmschijf / Hit van het jaar 1990 / |
| The Emperor's New Clothes                                     | 1990                  | 11-08-1990            | 23              | 5            | Nr. 22 in de Single Top 100                                        |
| Three Babies                                                  | 1990                  | 03-11-1990            | tip2            | -            | Nr. 29 in de Single Top 100                                        |
| My Special Child                                              | 1991                  | -                     | -               | -            | Nr. 55 in de Single Top 100                                        |
| Silent Night                                                  | 1991                  | 14-12-1991            | tip7            | -            | Nr. 71 in de Single Top 100                                        |
| Success Has Made a Failure of Our Home                        | 1992                  | 26-09-1992            | 15              | 6            | Nr. 21 in de Single Top 100                                        |
| Don't Cry for Me Argentina                                    | 1992                  | 21-11-1992            | tip2            | -            | Nr. 44 in de Single Top 100                                        |
| Fire on Babylon                                               | 1994                  | 03-09-1994            | tip2            | -            | Nr. 36 in de Single Top 100                                        |
| No Man's Woman                                                | 2000                  | 13-05-2000            | tip12           | -            | Nr. 80 in de Single Top 100                                        |
| Jealous                                                       | 2000                  | 21-10-2000            | tip20           | -            | Nr. 94 in de Single Top 100                                        |
| Tears from the Moon                                           | 2003                  | -                     | -               | -            | met Conjure One / Nr. 91 in de Single Top 100                      |

### Vlaamse Ultratop 50 Singles
| Single met hitnotering(en) in de Vlaamse Ultratop 50 | Datum van verschijnen | Datum van binnenkomst | Hoogste positie | Aantal weken | Opmerkingen                 |
| ---------------------------------------------------- | --------------------- | --------------------- | --------------- | ------------ | --------------------------- |
| Troy                                                 | 1987                  | 09-01-1988            | 12              | 7            | Nr. 14 in de Radio 2 Top 30 |
| Mandinka                                             | 01-12-1987            | 27-02-1988            | 26              | 6            | Nr. 22 in de Radio 2 Top 30 |
| Nothing Compares 2 U                                 | 08-01-1990            | 10-02-1990            | 1(6wk)          | 19           | Nr. 1 in de Radio 2 Top 30  |
| The Emperor's New Clothes                            | 29-07-1990            | 11-08-1990            | 25              | 9            | Nr. 19 in de Radio 2 Top 30 |
| Three Babies                                         | 1990                  | 24-11-1990            | 35              | 2            | Nr. 27 in de Radio 2 Top 30 |
| Success Has Made a Failure of Our Home               | 04-09-1992            | 10-10-1992            | 22              | 4            | Nr. 21 in de Radio 2 Top 30 |
| Jealous                                              | 2000                  | 04-11-2000            | tip6            | -            |                             |
| Troy (The Phoenix from the Flame)                    | 2002                  | 10-08-2002            | 35              | 4            |                             |

### NPO Radio 2 Top 2000
| Nummers met noteringen in de NPO Radio 2 Top 2000 | '99 | '00 | '01 | '02 | '03 | '04 | '05 | '06 | '07 | '08 | '09 | '10 | '11 | '12 | '13 | '14 | '15 | '16 | '17 | '18 | '19 | '20 | '21 | '22 | '23 | '24 |
| ------------------------------------------------- | --- | --- | --- | --- | --- | --- | --- | --- | --- | --- | --- | --- | --- | --- | --- | --- | --- | --- | --- | --- | --- | --- | --- | --- | --- | --- |
| Nothing Compares 2 U                              | 90  | 115 | 200 | 216 | 126 | 172 | 247 | 224 | 343 | 203 | 254 | 269 | 300 | 348 | 364 | 327 | 394 | 361 | 323 | 282 | 289 | 314 | 349 | 363 | 98  | 155 |
| Troy                                              | 122 | 72  | 124 | 123 | 131 | 140 | 177 | 195 | 268 | 162 | 221 | 254 | 273 | 275 | 267 | 248 | 278 | 278 | 260 | 314 | 250 | 315 | 352 | 296 | 102 | 138 |

1. ↑  Een vetgedrukt getal geeft de hoogste notering van een nummer aan.